# Bell & Ross
Bell & Ross es una compañía relojera de lujo francesa, dirigida por el diseñador francés y suizo Bruno Belamich y el empresario Carlos A. Rosillo.

## Historia
La marca fue lanzada en 1992. Los primeros relojes fueron diseñados por Belamich y Rosillo, y fabricados por la relojera alemana Sinn.
Los relojes Bell & Ross han sido diseñados para replicar la forma de los instrumentos utilizados en las cabinas de las aeronaves. El BR02 es especial para buzos profesionales, debido al uso de esferas altamente legibles y cajas que pueden resistir hasta 1000 metros de profundidad. Otro modelo disponible es el Hydromax, cuyo interior está relleno con un líquido hidráulico para contrarrestar los efectos de la presión externa.
Los primeros relojes Bell & Ross fueron rediseños de los modelos Sinn y contenían el logo de Bell & Ross y el de Sinn. La asociación terminó en 2002, cuando Bell & Ross empezó su producción independiente en su división La Chaux-de-Fonds, Suiza.

## Principios de diseño
El atractivo estético de Bell & Ross se ve reflejado en sus cuatro principios de diseño, siendo estos: óptima resistencia al agua, movimientos mecánicos altamente precisos como el ETA Valjoux, indicadores altamente legibles, como los que se encuentran en los paneles de instrumentos de las aeronaves, y funciones especiales destinadas a usos específicos. También posee una línea de cuarzo con características idénticas (excepto por el movimiento utilizado) llamado el BR S que utiliza el movimiento ETA 980.163 de 15 joyas.